# Khướu mào cổ hung

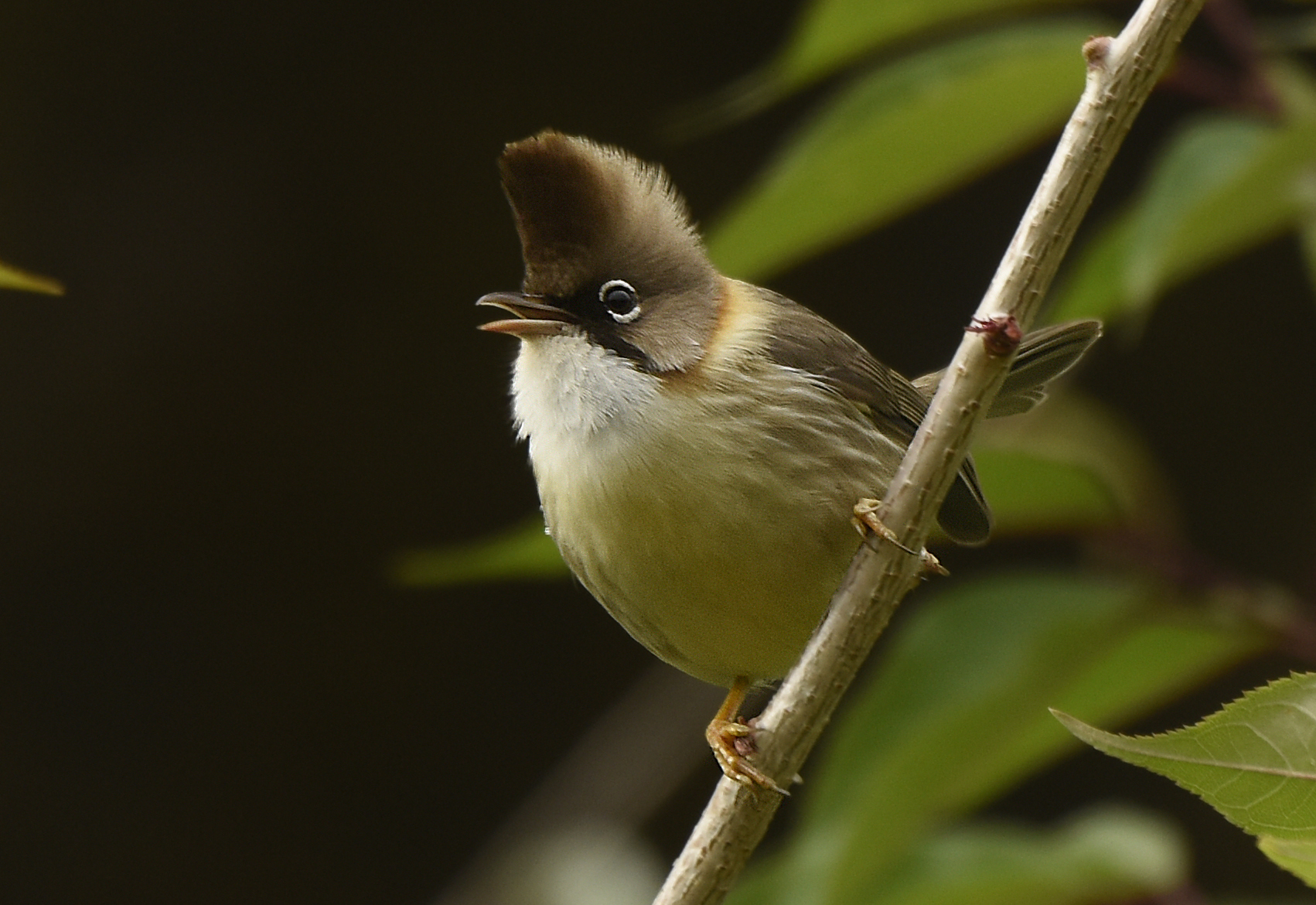
Yuhina flavicollis tại Nainital

Yuhina flavicollis là một loài chim trong họ Zosteropidae.